# Friedrich August Adolf Schneider
Friedrich August Adolf Schneider (* 13. September 1824 in Dresden; † 13. Juni 1878 in Glashütte (Sachsen)) war ein Uhrmachermeister, Unternehmer und sächsischer Regionalpolitiker.

## Leben
Friedrich August Adolf Schneider absolvierte im Jahr 1845 eine Lehre zum Uhrmacher bei Johann Christian Friedrich Gutkaes, einem sächsischen Hofuhrmacher. Zu dieser Zeit war Ferdinand Adolph Lange für die Ausbildung verantwortlich. Der Kontakt zu dem erfahrenen Uhrmacher erwies sich für Adolf Schneiders berufliche Zukunft als wegweisend. Adolf Schneider heiratete ebenso wie Ferdinand Adolph Lange eine der Töchter seines Lehrherrn Friedrich Gutkaes. Es dauert nicht lange, bis sich aus dem familiären Verhältnis – durch die Heirat waren Schneider und Lange Schwäger geworden – eine geschäftliche Verbindung entwickelte.
Am 7. Dezember 1845 gründete F. A. Lange die Uhrenmanufaktur „A. Lange, Dresden“, in der Adolf Schneider bis 1854 als erster Werkführer tätig war. Damit legten die beiden Uhrmacher den Grundstein für eine eigenständige sächsische Uhrenindustrie. Sie trugen maßgeblich dazu bei, dass der Ort Glashütte bis heute weltweiten Ruhm für die Herstellung hochqualitativer Uhren genießt.
Im Jahr 1855 gründet Adolf Schneider, eine eigene Taschenuhrenfabrikation. F.A.Lange bedauert dies in einem Ende 1855 verfassten Brief, den er an das Sächsische Ministerium schrieb. Er erwähnt darin, dass Schneider nun seit fast einem Jahr selbstständig ist und er all die Arbeiten allein bewältigen muss.
Die von der Firma Schneider hergestellten Taschenuhren mit Ankerhemmung entsprachen den hohen Qualitätsanforderungen der Glashütter Produktion und wurden bis nach Amerika exportiert.
Als Ferdinand Adolph Lange am 30. März 1867 sein Amt als Bürgermeister von Glashütte niederlegte, übernahm Adolf Schneider den Posten ab April 1867.
Nach seinem Tod im Jahre 1878 führte sein Sohn Woldemar Schneider die Taschenuhrproduktion weiter.